# Colorimetrie
Colorimetrie is een eenvoudige vorm van concentratiebepaling met behulp van licht. De methode werkt alleen voor stoffen met een eigen kleur. Er wordt een aantal gelijke petrieschalen gebruikt en verschillende oplossingen waarvan de concentratie bekend is. In elk schaaltje wordt eenzelfde volume van een oplossing gedaan van de stof waarvan de concentratie bepaald moet worden.

## Werking van een colorimeter
De colorimeter is ontworpen voor het bepalen van concentraties van oplossingen, door het analyseren van de kleurintensiteit van oplossingen. Monochromatisch licht van een LED valt door een cuvet die de oplossing bevat (zie figuur hieronder). Het licht wordt gedeeltelijk geabsorbeerd en een fotodiode neemt de lichtintensiteit op. De uitgangspanning van de colorimeter is evenredig met de lichtintensiteit op de fotodiode.

## Kwantitatieve analyse met colorimetrie
Een kwantitatieve analyse is altijd een getal met een eenheid. Voor een colorimetrische concentratiebepaling gaat men op zoek naar de golflengte (binnen het zichtbare spectrum) waarbij de sterkste absorptie plaats vindt. Bij deze golflengte voert men de rest van de analyse uit. Bij de concentratie bepaling laat men licht van de gevonden golflengten vallen op een oplossing van de te onderzoeken stof, het monster. Het invallende licht wordt geabsorbeerd door de stof maar ook door eventueel andere aanwezige stoffen. Om de invloed van deze (anderen) stoffen op het absorptiespectrum te meten, wordt er gebruik gemaakt van een blanco. Een blanco bevat alle andere stoffen die zich ook in het monster bevinden, behalve de te onderzoeken stof. Men meet vervolgens de intensiteit van het doorgelaten licht bij het monster en bij de blanco. De intensiteit van het licht dat door het monster gaat, wordt aangegeven met I. De intensiteit van het licht dat door het blanco gaat, is te herkennen aan het symbool Io 
De verhouding tussen I en Io noemt men transmissie T.  
T = I / I0. T wordt uitgedrukt in procent. Als de concentratie van de opgeloste stof 0 is geldt: I = I0. In de praktijk gebruikt men bij colorimetrie meestal niet de transmissie, maar de extincie (=uitdoving) deze kan worden afgelezen op de spectrofotometer net als de transmissie. De extinctie E is de -log(T). Men gebruikt de extinctie omdat deze recht evenredig is met de concentratie van de te meten stof en dus praktischer is om te gebruiken. 
Voor het bepalen van de hoeveelheid stof in de oplossing maakt men eerst een ijklijn. Hiervoor moet de extinctie van meerdere standaardoplossingen worden gemeten. Standaardoplossingen zijn oplossingen met een bekende concentratie van de te onderzoeken stof. De reeks van deze oplossingen wordt ook wel de ijkreeks genoemd. In een twee dimensionale grafiek worden de bekende concentraties uitgezet tegen de gemeten extincties. Omdat er een recht evenredig verband geldt tussen de extinctie en de concentratie mag er een rechte lijn tussen de ijkpunten worden getrokken. Vervolgens kan er na de meting van de extinctie van het monster de bijbehorende concentratie in de grafiek worden afgelezen en zo weet men de concentratie van het monster.